# Алламано, Джузеппе
Святой Джузе́ппе (Ио́сиф) Аллама́но (итал. Giuseppe Allamano, 21 января 1851, Кастельнуово-Дон-Боско, Пьемонт — 16 февраля 1926, Турин) — итальянский католический священник, основавший монашеский орден «Миссионеры Утешения» (лат. Institutum Missionum a Consolata), у которого есть как мужская, так и женская ветвь. Служил ректором санктуария Богоматери Утешительницы в Турине.
Канонизирован папой Франциском 20 октября 2024 года.
Племянник святого Джузеппе Кафассо.

## Биография
Родился в Кастельнуово-Дон-Боско 21 января 1851 году, четвёртый из пяти детей Джозефа Алламано и Марианны Кафассо. Его мать была младшей сестрой будущего святого Джузеппе Кафассо. Когда Джузеппе было три года, его отец умер от сибирской язвы.
С 1861 по 1866 год Алламано посещал ораторий Иоанна Боско в Вальдокко. Начал обучение в Туринской семинарии в ноябре 1866 года и был рукоположён в сан священника 20 сентября 1873 года. Назначен духовным руководителем главной семинарии Туринской епархии. В 1876 году получил степень доктора богословия.
2 октября 1880 года назначен на должность ректора санктуария Богоматери Утешительницы, которую занимал до самой своей смерти. Между 1883 и 1885 годами реконструировал санктуарий и отремонтировал крышу. В 1899 году пристроил к храму четыре круглые часовни. Также поддерживал различные социальные инициативы и продвигал католические газеты. В 1899 году начал издавать ежемесячный журнал La Consolata.
Оправившись от тяжёлой болезни в 1891 году, поклялся основать миссионерское общество для священников и мирян. Орден «Миссионеры Утешения» был основан 29 января 1901 года. Первые миссионеры прибыли в Кению в 1902 году, к ним в 1903 году присоединился женский орден, основанный будущим святым Джузеппе Коттоленго. 29 января 1910 года Алламано открыл женскую ветвь своего ордена.
Из-за увеличения численности христианского населения стало ясно, что священников и братии не хватает для удовлетворения пастырских потребностей народа. Алламано выразил свою обеспокоенность по этому поводу папе Пию X во время своего визита в Рим в 1912 году. Он призвал папу учредить ежегодный День миссий, чтобы популяризировать миссионерскую деятельность среди священнослужителей. Из-за начала войны на Балканах, воплощение этой инициативы было отложено. Во время Первой мировой войны помогал беженцам и призванным семинаристам. Написал биографию своего дяди, который был беатифицирован в 1925 году.
Умер в Турине 16 февраля 1926 года. В 1926 году папа Пий XI учредил Всемирный день миссий (третье воскресенье октября).

## Прославление
Процесс беатификации начался 1944 году; в 1952 году Алламано был провозглашён Слугой Божьим. 13 мая 1989 года папа Иоанн Павел II пожаловал ему титул досточтимого, тем самым признав, что священник прожил образцовую жизнь христианина. Причислен к лику блаженных 7 октября 1990 года на площади Святого Петра.
23 мая 2024 года папа Франциск признал второе чуда, необходимое для канонизации. Канонизирован на церемонии на площади Святого Петра 20 октября 2024 года.
День памяти — 16 февраля.